# Cornelis Zitman
Cornelis Zitman (Leiden, Países Bajos, 9 de noviembre de 1926-Caracas, Venezuela, 10 de enero de 2016) fue un escultor y dibujante neerlandés. Fue conocido por sus esculturas de mujeres, y ganador del premio recibió el Premio Nacional de Escultura de Venezuela en 1951.

## Biografía
Hijo de una familia de constructores de Leiden, ingresó en la Academia de Bellas Artes de La Haya a los 15 años. Al finalizar sus estudios, en 1947, rehusó hacer el servicio militar por estar en desacuerdo con las acciones políticas neerlandesas en Indonesia y abandona el país a bordo de un petrolero sueco que lo llevará a Venezuela. Se instaló en la ciudad de Coro, donde encontró empleo como dibujante técnico en una empresa constructora. En su tiempo libre pintaba y hacía sus primeras incursiones en el campo de la escultura. Dos años después se trasladó a Caracas, donde trabajó como diseñador de muebles para una fábrica de la que más tarde fue director.
Comenzó a dar clases de diseño en la Universidad Central de Venezuela, mientras continuaba dibujando y pintando. En 1958 expuso un conjunto de pinturas y dibujos en la Galería de Arte Contemporáneo de Caracas. Decidió abandonar la vida de empresario y se mudó a la isla de Grenada, donde se dedicó por completo a la pintura y comenzó a afirmar su carácter de escultor. 
En 1961 viajó a Boston, Estados Unidos, para participar en una exposición de pintura y diseño. Ese mismo año regresó a Países Bajos con el deseo de estudiar las técnicas de fundición. 
En 1964 trabajó como aprendiz en la fundición del escultor Pieter Starreveld y regresó definitivamente a Venezuela contratado por la Universidad Central como profesor de diseño. Al año siguiente comenzó a trabajar de manera más intensiva en la escultura de pequeño formato modelada directamente en cera. 
En 1971 expuso por primera vez en la Galerie Dina Vierny de París y, a partir de entonces, se dedicó exclusivamente a la escultura. En los años siguientes llevó a cabo varias muestras individuales en Venezuela, Francia, Suiza, Países Bajos, Estados Unidos, Japón, etc., y obtuvo varios premios nacionales e internacionales.
Algunas de sus obras se encuentran en colecciones particulares y museos de varios países, como las de la Galería de Arte Nacional de Caracas y el Museo de Arte Contemporáneo de Caracas de Venezuela, y el Museo  Maillol de París.

## Características de su obra

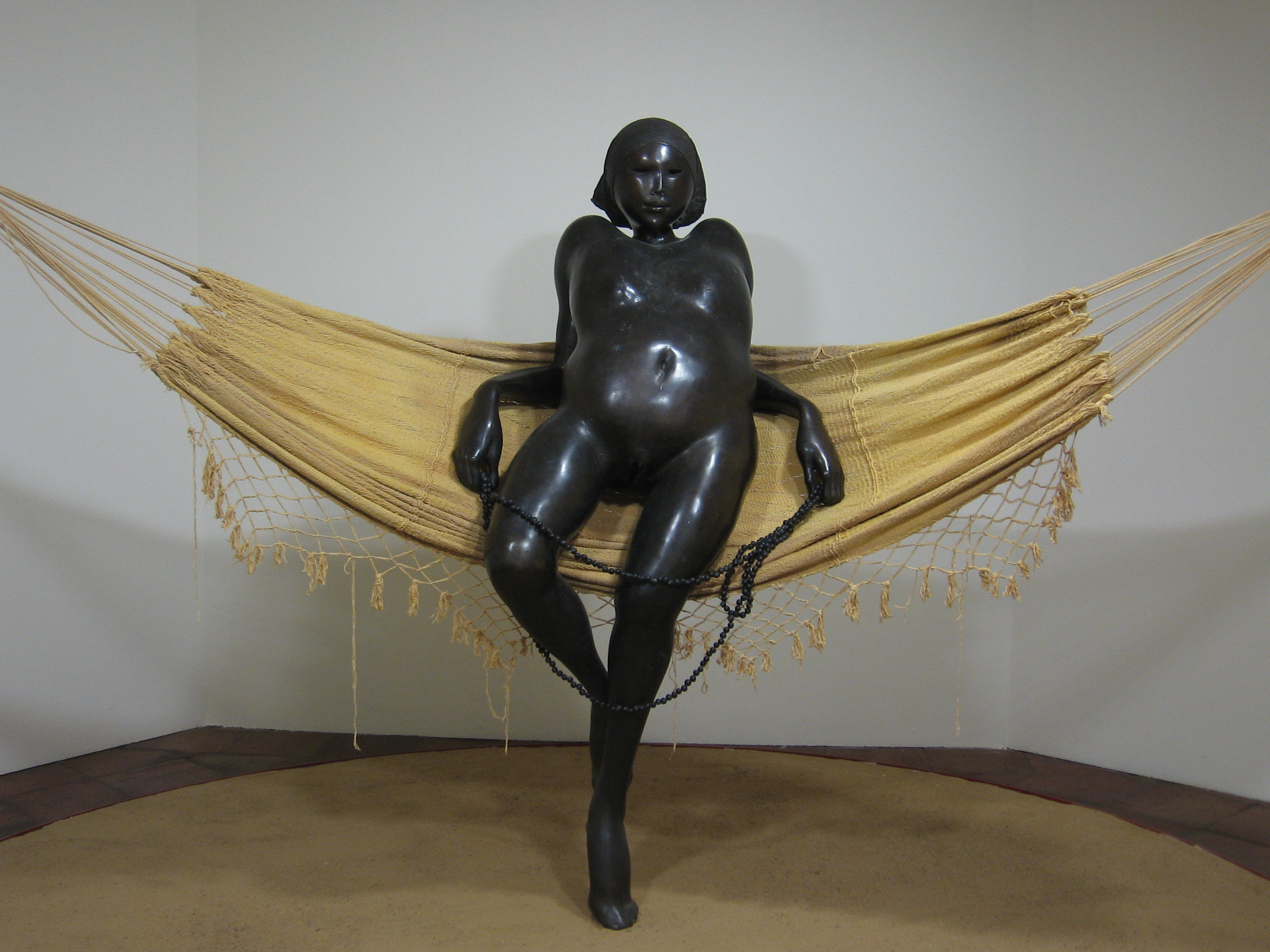
L'inconnue de Cornelis Zitman en la exposición Zitman en España en el Museo Casa de los Tiros en Granada, España.

Sus esculturas tratan de reproducir y exagerar la morfología de los indígenas de Venezuela, especialmente la figura femenina.

## Exposiciones
Zitman participó en varias exposiciones internacionales como la Bienal de Escultura de Budapest, la Feria de Arte72 de Basilea, la FIAC de París (1983), la Bienal de São Paulo (1987) y la feria ARCO de Madrid (1990). Entre sus exposiciones individuales cabe destacar las siguientes:
- 1958: Galería de Arte Contemporáneo. Caracas.
- 1961: Galería Gropper Art. Boston.
- 1968: Museo de Caracas.
- 1971: Galería Dina Vierny. París.
- 1973: Galería D'Eendt. Ámsterdam.
- 1975: Galería Doblug. Oslo.
- 1976: Museo de Arte Contemporáneo de Caracas.
- 1977: Galería Dina Vierny. París.
- 1977: Galería Monte Ávila. Bogotá.
- 1979: Galería Sindin. Nueva York.
- 1979: Galería Tokoro. Tokio.
- 1981: Galería Dina Vierny. París.
- 1988: Museo de Arte Contemporáneo de Bogotá.
- 1989: Musée Campredon. L'Isle sur la Sorgue. Francia.
- 1990: Museo de Coro. Venezuela.
- 2002: Librería y Galería Sin Límite. San Cristóbal - Táchira -Venezuela.
- 2004: Sala Trasnocho Cultural. Caracas.
- 2006: Museo Beelden aan Zee. Scheveningen. Países Bajos.
- 2007-2008: "Zitman y su tribu", Casa Museo de Venezuela en Beas (Huelva). España.
- 2008-2011: Exposición itinerante Zitman en España en varias ciudades como Huelva, Sevilla, Cádiz, Almonte, Córdoba, Granada, Jaén, y Almería.
- 2011: Centro Conde Duque. Madrid.
- 2012: IADE. Palacio Quintela. Lisboa.
- 2012-2016: Sala Zitman (Exposición permanente). Casa de Iberoamérica en Cádiz. España.

## Premios
- 1951: Premio de Escultura del Salón de Artes Plásticas de Caracas.
- 1967: Premio de Escultura "Julio Morales Lara", XXV Salón Arturo Michelena, Caracas.
- 1971: Primer Premio de la I Bienal de Escultura de Budapest.
- 1976: Premio "Henrique Otero Vizcarrondo", Salón de Artes Plásticas, Caracas.
- 1981: Premio de Adquisición del Museo de Arte Contemporáneo de Caracas.
- 1982: Premio Especial "Kotaro Takamura Grand Prize Exhibition" del Museo Hakone, Japón.
- 1983: “Dibujos”, Casa de la Cultura, La Victoria, Edo. Aragua
- 2005: Condecorado con la Orden del León Neerlandés.
- 2015: Condecorado con la Medalla de la Ciudad de Cádiz.